# Bye Bye Baby (film)
Bye Bye Baby è un film italiano del 1988 diretto da Enrico Oldoini.

## Trama
Due giovani sposi di Milano, Paolo e Sandra, per quanto molto innamorati, litigano continuamente: lui vive con grandi mezzi, avendo indovinato alcuni investimenti, che gli hanno portato grossi guadagni; lei, laureata da poco in medicina, vuole continuare ad esercitare in ospedale. Una sera, dopo l'ennesima scenata, si separano: Paolo si consola subito con una giocatrice professionista di biliardo, Lisa; Sandra cede presto alla corte che da tempo le fa il collega Marcello.
Ma un anno dopo il divorzio (voluto da Paolo), i due ex coniugi si ritrovano, scoprono di amarsi ancora e diventano amanti clandestini, sempre trovando, però, occasione per qualche battibecco e senza aver il coraggio di rompere i rispettivi legami con Lisa e Marcello. Quando per caso i quattro si incontrano a Mauritius, Paolo tenta di portar via Sandra a Marcello; ma all'ultimo minuto la donna, sempre insicura per il carattere egoista e leggero di Paolo, rinuncia a partire con lui.
Dopo qualche tempo Paolo e Sandra si rivedono ancora, a Milano, e lei annuncia all'ex marito che sta per sposare Marcello, al che lui, mentendo, le assicura che da parecchio non vive più con Lisa. Sandra è scossa da questa notizia, e al momento del "si" pianta tutto e si reca a casa di Paolo, col quale ha un ardente incontro amoroso. Lisa li sorprende insieme, tronca decisamente con l'uomo e poi rivela a Sandra che fino a quell'istante il suo legame con lui era continuato. Delusa ancora una volta, Sandra ha perciò una nuova lite con Paolo e i due si lasciano. Ma, uscendo dalla casa di lei, Paolo viene investito da un'auto; Sandra accorre, e felice di vederlo incolume tenta ancora di riallacciare con lui un serio rapporto. Paolo se ne va, fissandole tuttavia un nuovo appuntamento per l'indomani.